# Bokura wa Minna Kawaisou
Bokura wa Minna Kawaisou (яп. 僕らはみんな河合荘 Бокура ва минна Каваи-со:, рус. Мы все из общежития «Каваи») — манга Рури Мияхары, выходящая с июня 2010 года. На основе манги была создана аниме-адаптация студии Brain's Base. Манга в конце марта, середине ноября и до середины декабря 2014 года попала в список самых продаваемых комиксов в Японии.
Манга публикуется также на территории Тайваня издательством Ever Glory Publishing Co., Ltd.
Название манги является игрой слов, построенной на созвучии со словом «Kawaisou» (яп. 可哀想 Кавайсо:, досл. бедный, жалкий, несчастный).

## Сюжет
Кадзунари всю свою жизнь был окружён странными людьми, за ним даже закрепилось прозвище «Руководитель чудаков». Поступив в старшую школу, он рассчитывает избавиться от прошлого и начать спокойную и размеренную жизнь. Для этого он съезжает от родителей и переезжает в Каваисо — небольшое общежитие, кажущиеся тихим местом. Однако вскоре Кадзунари понимает, что попал в настоящую обитель чудаков. Уже надумав бежать оттуда, он внезапно узнаёт среди жильцов девушку, которую он встретил в школе в первый учебный день. Ради неё Кадзунари пересматривает своё мнение о Каваисо и соглашается остаться. Теперь ему предстоит ужиться в этой странной кампании, ведь он «руководитель чудаков».

## Персонажи

### Главные персонажи
Кадзунари Уса (яп. 宇佐 和成 Уса Кадзунари) — главный герой, учащийся первого года старшей школы Хокко (яп. 北高). Съезжает от родителей и поселяется в Каваисо. В первый учебный день встречается в библиотеке с Рицу, влюбляясь с первого взгляда. Узнав, что она тоже живёт в Каваисо, соглашается остаться. Делит в общежитии одну комнату с Сиросаки. На летних каникулах устраивается работать в тематическое кафе «Сёсэй» (яп. 書生カフェ), стилизованное под период Мэйдзи.
Сэйю: Юити Игути
Рицу Каваи (яп. 河合 律 Каваи Рицу) — главная героиня, племянница владелицы общежития (названием общежития является её фамилия), учащаяся второго курса старшей школы Хокко. Молчаливая девушка, обожает читать книги. Является интровертом и не видит ничего плохого в одиночестве, хотя и желает завести друзей. Очень пуглива, легко смущается и не любит быть в центре внимания. Не разговорчива, за исключением обсуждения книг.
Сэйю: Кана Ханадзава
Сиросаки (яп. 城崎), или Сиро (яп. シロ) — сосед Кадзунари. Общительный и добродушный, но при этом извращенец-мазохист, чем он сам даже гордится. Носит длинную чёлку, закрывающую глаза, и традиционную японскую одежду. Живёт в Каваисо четвёртый год и является известной личностью среди местной полиции. Мастерски владеет искусством связывания — сибари. Вероятно, основным источником дохода для Сиро является написание новелл (5-я серия аниме-сериала, ~16:05 мин.), что и позволяет ему платить за проживание в общежитии. Впервые встречается с Кадзунари во время очередного конфликта с полицией. Имя неизвестно.
Сэйю: Го Синомия
Маюми Нисикино (яп. 錦野 麻弓 Нисикино Маюми) — девушка, катастрофически плохо разбирающаяся в мужчинах. Носит очки и обладает большим размером груди. Наивна и легкодоступна, постоянно стремится к новым отношениям, но каждый раз неудачно. Любит выпить (в частности из-за неудачных отношений). Завидует всем, кто смог наладить свою личную жизнь, и инстинктивно препятствует в этом остальным. Живёт в Каваисо третий год. Умеет играть на гитаре. Впервые встречается с Кадзунари будучи пьяной после очередного расставания.
Сэйю: Рина Сато
Сайка Ватанабэ (яп. 渡辺 彩花 Ватанабэ Сайка) — студентка колледжа, живёт в Каваисо второй год. Коварна и двулична, как правило ведёт себя очень изящно и носит огромное количество косметики. Привлекает к себе множество мужчин, но абсолютно не умеет им отказывать, из-за чего часто конфликтует с Маюми. Любит подкалывать и остальных жителей общежития.
Сэйю: Хисако Канэмото
Сумико Каваи (яп. 河合 住子 Каваи Сумико) — престарелая управляющая общежитием. Спокойно воспринимает любое поведение жильцов и способна утихомирить каждого из них. Перед заселением просила каждого жильца рассказать о себе. Услышав рассказ Кадзунари о том, как он был «руководителем чудаков», решила, что он как никто лучше сможет поладить с жильцами Каваисо. Прекрасно готовит и знает любимое блюдо каждого жильца.
Сэйю: Санаэ Кобаяси

### Второстепенные персонажи
Тинацу (яп. 千夏) — девятилетняя ученица местной начальной школы. Подружилась с жителями Каваисо после того, как Сиросаки нашёл и вернул её кошелёк. Стала проводить много времени, играя с Сиросаки, когда поругалась с подругами. Благодаря ему же помирилась с ними. Не подозревает о склонностях Сиросаки, так как в её присутствии он ведёт себя совершенно по-другому.
Сэйю: Ай Симидзу
Тагами (яп. 田神) — друг Кадзунари со средней школы. Встречается с жителями Каваисо в кафе, где работает Кадзунари, после чего влюбляется в Маюми.
Сэйю: Дзюнсукэ Сакай
Ходзё (яп. 北条 Хо:дзё:) — работает вместе с Кадзунари в кафе «Сёсэй» под псевдонимом Ямамото (яп. 山本). Эксцентричный и шумный человек, увлекается японской историей и в частности периодом Мэйдзи. Сильно вживается в свою роль и не выходит из образа.
Сэйю: Хикару Мидорикава
Курокава (яп. 黒川) — работает вместе с Кадзунари в кафе «Сёсэй» под псевдонимом Сайондзи (яп. 西園寺). Спокойный и мягкий человек. Верит в духов и увлекается сверхъестественным.
Сэйю: Такаси Кондо
Хаяси (яп. 林) — бывшая одноклассница Кадзунари из средней школы. Считалась одной из странных людей, окружавших Кадзунари. Увлекалась оккультизмом, что часто являлось причиной насмешек над ней. Единственным её школьным другом являлся Кадзунари. После поступления в старшую школу решила изменить себя. Отказалась от старых увлечений и сменила имидж на более гламурный. Сталкивается с Кадзунари в кафе, где он работает, во время встречи с друзьями. Поддержала своих друзей, когда они начали насмехаться над Кадзунари, после чего раскаялась и пришла в Каваисо извиниться перед ним.
Сэйю: Манами Нумакура
Михару Цунэда (яп. 常田 美晴 Цунэда Михару) — подруга Саяки со средней школы. Приезжает к ней в гости в Каваисо, где делится со всеми тем, какой Саяка была в средней школе. Единственный человек, с которым Саяка не ведёт себя двулично, поскольку Михару единственная знает её настоящий характер.
Сэйю: Аяка Сува

## Медиа-издания

### Манга
Манга написана и иллюстрирована Рури Мияхарой. Выпускалась издательством Shonen Gahosha в ежемесячном журнале Young King OURs. Первая глава опубликована в июньском выпуске 2010 года. Первый танкобон вышел 30 мая 2011 года, последний, одиннадцатый, — 30 июля 2017 года.
| №  | На японском языке: дата публикации | На японском языке: ISBN |
| -- | ---------------------------------- | ----------------------- |
| 1  | 30 мая 2011 года                   | ISBN 978-4-7859-3631-0  |
| 2  | 30 января 2012 года                | ISBN 978-4-7859-3777-5  |
| 3  | 30 августа 2012 года               | ISBN 978-4-7859-3909-0  |
| 4  | 30 мая 2013 года                   | ISBN 978-4-7859-5057-6  |
| 5  | 26 марта 2014 года                 | ISBN 978-4-7859-5251-8  |
| 6  | 29 ноября 2014 года                | ISBN 978-4-7859-5435-2  |
| 7  | 30 сентября 2015 года              | ISBN 978-4-7859-5634-9  |
| 8  | 30 мая 2016 года                   | ISBN 978-4-7859-5789-6  |
| 9  | 28 апреля 2017 года                | ISBN 978-4-7859-6006-3  |
| 10 | 30 июня 2018 года                  | ISBN 978-4-7859-6235-7  |
| 11 | 30 июля 2018 года                  | ISBN 978-4-7859-6257-9  |

### Аниме
12-серийный аниме-сериал режиссёра Сигэюки Мивы создан на студии Brain’s Base и транслировался на канале TBS с 3 апреля по 19 июня 2014 года. 26 декабря 2014 года на DVD и Blu-ray вышел OVA-эпизод Hajimete no (яп. 初めての Хадзимэтэ но).
| Зрительский рейтинг     | Зрительский рейтинг     | Зрительский рейтинг     |
| (на 24 декабря 2014 г.) | (на 24 декабря 2014 г.) | (на 24 декабря 2014 г.) |
| ----------------------- | ----------------------- | ----------------------- |
| Сайт                    | Оценка                  | Голосов                 |
| AniDB                   | · ссылка                | 927                     |
| Anime News Network      | · ссылка                | 340                     |

| № серии | Название                                                           | Трансляция в Японии |
| ------- | ------------------------------------------------------------------ | ------------------- |
| 1       | Например «Татоэба» (たとえば)                                      | 3 апреля 2014       |
| 2       | Вот это? «Корэ ттэ» (これって)                                     | 10 апреля 2014      |
| 3       | Почему? «До:ситэ» (どうして)                                       | 17 апреля 2014      |
| 4       | Условно «Ториаэдзу» (とりあえず)                                   | 24 апреля 2014      |
| 5       | Так и думал «Яппари» (やっぱり)                                    | 1 мая 2014          |
| 6       | Неужели? «Мосикаситэ» (もしかして)                                 | 8 мая 2014          |
| 7       | Рекомендуемый «Осусумэ но» (おすすめの)                            | 15 мая 2014         |
| 8       | Умираю от счастья «Урэсину» (うれしぬ)                             | 22 мая 2014         |
| 9       | Запрещённый «Киндан но» (禁断の)                                   | 29 мая 2014         |
| 10      | Лучше игнорируй «Хоттокэба ий но ни» (ほっとけばいいのに)          | 5 июня 2014         |
| 11      | Совсем нет друзей «Томодати нанка инай ттэ» (友達なんかいないって) | 12 июня 2014        |
| 12      | Я хочу быть ближе «Тикадзукитакутэ» (近づきたくて)                 | 19 июня 2014        |
| OVA     | Первое время «Хадзимэтэ но» (初めての)                             | 26 декабря 2014     |

Опенинг
- «Itsuka no, Iku Tsuka no Kimi to no Sekai» (яп. いつかの、いくつかのきみとのせかい Ицука но, икуцука но кими то но сэкай)

Исполнитель: Fhána
Эндинг
- «My Sweet Shelter»

Исполнители: Кана Ханадзава, Рина Сато и Хисако Канэмото

## Критические отзывы
Ричард Эйзенбайс отметил, что аниме представляет собой историю эксцентричных подростков, живущих под одной крышей. Каждый персонаж наделён своей изюминкой и проходит в течение сериала эволюцию отношений. Одно из главных достоинств сериала заключается в его непредсказуемости.